# Milan Staš
Milan Staš (ur. 26 listopada 1960) – słowacki hokeista, trener hokejowy.

## Kariera zawodnicza
- ZPA Preszów (do 1980)
- VSŽ Košice (1980-1982)
- HC Dukla Trenczyn (1982-1984)
- VSŽ Košice (1984-1990)
- HK Partizan Belgrad (1990-1991)
- Miskolci JJSE (1992-1993)
- St. Gervais (1993-1994)
- EV Zeltweg (1994-1995)
- EV Pfronten (1995-1996)
- Ferencvárosi TC (1996-1997)
- HK VTJ Wagon Slovakia Trebišov (1997-1998)

W 1986 roku był reprezentantem Czechosławacji. Łącznie rozegrał 14 meczów, w których zdobył 1 gola. Wystąpił na Mistrzostwach świata 1986 w Moskwie (ZSRR). Wówczas w pierwszym meczu Czechosłowacja przegrała niespodziewanie z Polską 1:2.

## Kariera trenerska
W karierze szkoleniowej pracował wpierw epizodycznie w klubie HC Koszyce, następnie z młodzieżowymi reprezentacjami Słowacji, potem cztery lata pracował w klubie z Bańskiej Bystrzycy. Od kwietnia do listopada 2012 roku był trenerem Ciarko PBS Bank KH Sanok. Od listopada 2012 do maja 2013 roku ponownie trener HC Koszyce. Od lipca 2014 trener HK Dukla Michalovce. Do 2021 był szkoleniowcem HC 19 Humenné.
- HK VTJ Wagon Slovakia Trebišov (1997-1998), grający trener
- Ferencvárosi TC (1998-1999), I trener
- HC Koszyce (sezony 1999/2000, 2000/2001 i 2005/2006), jako jeden z trenerów
- Słowacja U-18 (2004-2005), asystent trenera
- Słowacja U-17 (2006-2007), I trener
- Słowacja U-18 (2007-2008), asystent trenera
- HC 05 Banská Bystrica (2008-2012)
- Ciarko PBS Bank KH Sanok (2012)
- HC Koszyce (2012-2013)
- HK Dukla Michalovce (2014-2015)
- HKm Zvolen U20 (2015-2016)
- HC 19 Humenné (2021-), główny trener

## Sukcesy
Zawodnicze
- Złoty medal mistrzostw Czechosłowacji: 1986, 1988 z VSŽ Košice
- Złoty medal mistrzostw Węgier: 1997 z Ferencvárosi TC

Szkoleniowe
- Brązowy medal ekstraligi słowackiej: 2011 z HC 05 Bańska Bystrzyca
- Srebrny medal mistrzostw Słowacji: 2013 z HC Koszyce, 2015 z HC 05 Bańska Bystrzyca